# Spondias mombin
Момбін жовтий (Spondias mombin) — вид тропічних рослин роду Spondias з родини анакардієві. Інші назви «ямайська слива», «іспанська тропічна слива», «слива-манго» (в Іспанії), «чорнослив-момбін» (у Франції), амазонські індіанці називають його «плід тапіра», «убос» (в Перу).

## Опис
Це високе розлоге дерево, що має 20-30 м заввишки і 1,5 м у поперечнику. В кімнатних умовах являє собою невелике плодоносне деревце. Листя дуже красиві розміром до 50 см, навіть без плодів рослина виглядає декоративно. Число окремих листочків складного листя складає від 5 до 19, у них короткі черешки завдовжки 5-15 см. Ці черешки мають яйцеподібно-ланцетоподібну форму з подовженою верхівкою, біля основи звужуються широким клином.

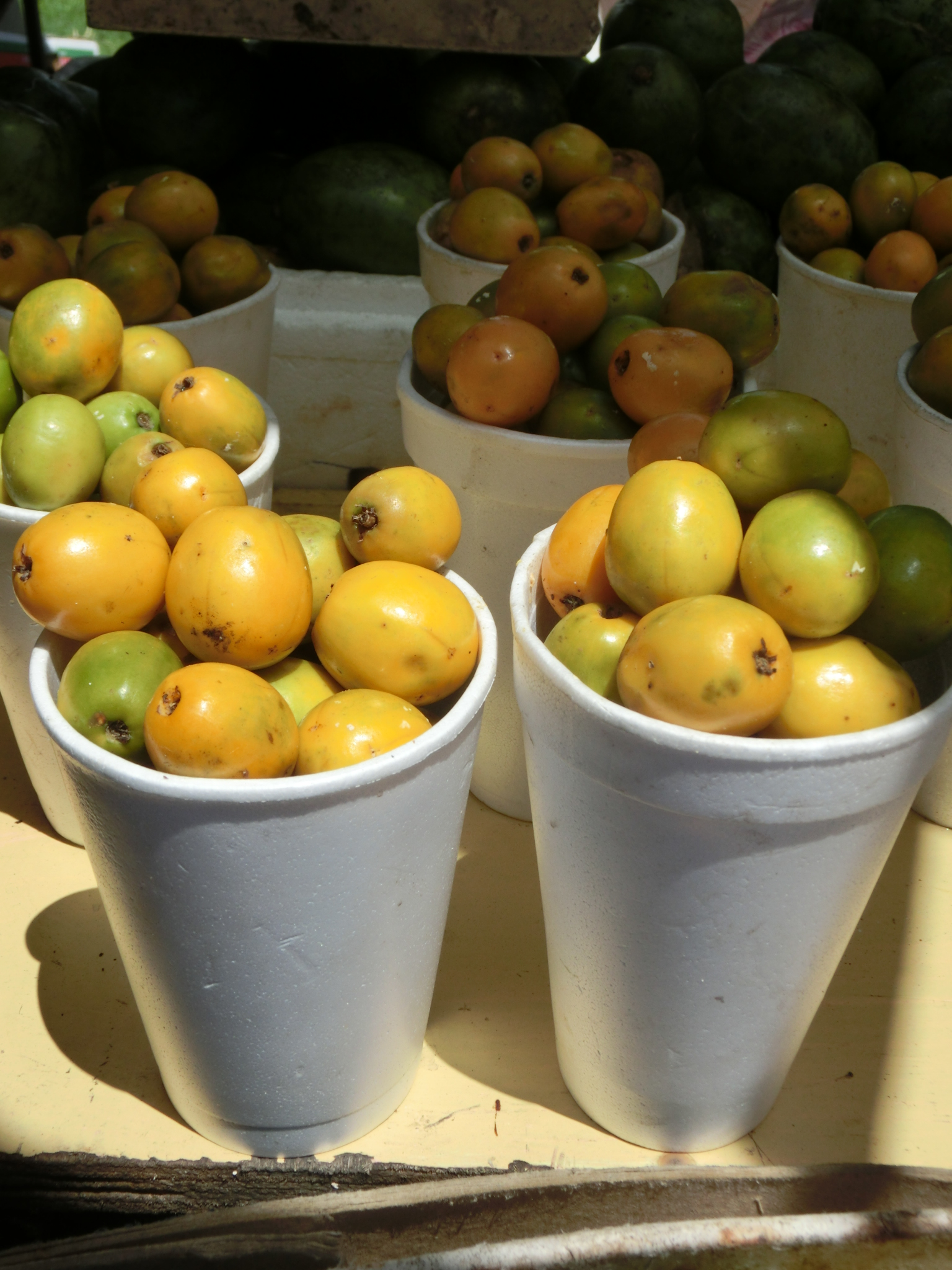
Плоди жовтого момбіну

Дрібні білуваті квітки з'являються у великій кількості відразу слідом листям, яке розпустилося, і утворюють верхівкові волоті завдовжки до 35 см. Квітки мають легкий аромат, змінюються на витягнуті жовті плоди (за це рослина отримала свою назву) до 4 см завдовжки і до 3 см завширшки. Плоди за смаком кислі з ароматом мускусу.
Кісточка яйцеподібна, має розмір близько 25×17 мм, з поздовжними зморшками, забарвлена у кремовий колір, дерев'яниста. Частка олії в насінні становить 31,5 %.
Листя і кора рослини містять дубильні речовини, сапоніни, флавоноїди, стерини, хінони. Листя містять декілька похідних саліцилової кислоти. Кора і листя також мають хімічну речовину — каріофіллен. Листя є значним джерелом іншої хімічної речовини, званого як хлорогенова кислота. Це хімічна речовина має антибактеріальну, противірусну, протизапальну дію.

## Вирощування
Дерево швидкозростаюче, любить сонячне місце з легким затемненням, може терпіти невелику посуху. Насінням розмножується досить легко. Насіння проростає протягом місяця. Жовтний момбін здатний плодоносити щорічно і вимагає теплого клімату протягом всього року. Дерева дають багатий урожай 1-2 рази на рік.
У Мексики плодоношення відбувається з липня до жовтня, на Ямайці та Коста-Риці — в липні-серпні, при повному дозріванні плоди падають на землю, але зазвичай місцеві мешканці збивають плоди раніше.

## Застосування
В давнину широко вживався стародавнім народом майя.
Сьогодні цінується мореплавцями, які вирушаючи в плавання беруть плоди з собою для втамування спраги, плоди дуже соковиті. Також плоди вживають в їжу в тушкованому вигляді з цукром, багато хто використовує їх у свіжому вигляді. З соку виготовляють різні напої, желе або додають в морозиво.
У Бразилії готують вино — «Vinho де Taperiba». У Мексиці незрілі плоди маринують та їдять їх наче оливки, а молоде листя вживають у свіжому вигляді наче зелень. Молоде листя дещо гіркувате на смак, в Таїланді їх подають зі спеціальними тайськими чилі-пастами.
Харчова цінність на 100 г плодів: калорій — 21.8-48.1; вода — 72.8-88.53 г; білок — 1,28-1,38 г; жир — 0.1-0.56 г; волокно — 1.16-1.18 г; вуглеводи — 8.70-10.0 г; кальцій — 31,4 мг; залізо — 2.8 мг; каротин (вітамін А) — 71 МЕ; тіамін — 95 мкг; рибофлавін — 50 мкг; аскорбінова кислота — 46,4 мг.
Також застосовується деревина, з якої роблять сірники, олівці, човни.
У медицині момбін застосовується досить широко, коріння і плоди використовують як жарознижуюче. Кора використовується як проносне, проти кашлю і для обробки поранень. Листя застосовують для обробки ран, вони швидко знімають запалення, лікують лепру. Листя є потужним засобом в гінекології, їх застосовують для виклику пологів, для полегшення і зниження кровотечі під час пологів, а так само для післяпологового відновлення. Плоди вживаються в їжу дикими тваринами, тому індіанці, на полюванні, часто їх використовують у вигляді приманки.

## Розповсюдження
Поширено від південної Мексики до Бразилії та Перу, островах Карибського басейну, натуралізовано в Африці, Південній Азії (Індії, Бангладеш, Шрі-Ланці), Індонезії, Малайзії й Таїланді.